# Zlatko Portner
Zlatko Portner (Ruma, 16 de enero de 1962-Suiza, 23 de septiembre de 2020) fue un jugador de balonmano serbio.

## Carrera deportiva
Jugaba en la demarcación de central y fue uno de los integrantes de la Selección de balonmano de Yugoslavia, que ganó la medalla de bronce en los Juegos Olímpicos de Seúl 1988.
Durante su carrera jugó, entre otros equipos, en la RK Metaloplastika Šabac y en el Fútbol Club Barcelona, clubes en los que consiguió sus títulos más destacados.
Falleció el 23 de septiembre de 2020 a los 58 años de edad.
Su hijo Nikola Portner también es balonmanista profesional. Cuando falleció jugaba en el equipo francés del Montpellier Handball y defendía los colores de la Selección de balonmano de Suiza.

## Palmarés

### Metaloplastika Šabac
- Liga de Campeones de la EHF (2): 1985, 1986

### FC Barcelona
- Liga Asobal (3): 1990, 1991, 1992
- Liga de Campeones de la EHF (1): 1991

## Clubes
- 1980–1982: RK Crvenka
- 1982–1989: Metaloplastika Šabac
- 1989–1992: FC Barcelona
- 1992–1994: HB Venissieux
- 1994–1997: BSV Berne
- 1997–1999: TV Zofingen
- 1999–2002: BSV Berne